# Stanislaus Zawacki
Stanislaus Zawacki (* 13. Februar 1887 in Potsdam; † 21. Februar 1964 in Czersk, Polen) war ein deutscher Arzt, der sich im Zweiten Weltkrieg dem polnischen Widerstand gegen die deutsche Besatzung anschloss.

## Herkunft, Familie
Joseph Maria Stanislaus (in Polen Stanisław) Zawacki wurde als erster Sohn des aus Lessen in Westpreußen stammenden Oberlazarettgehilfen im 3. Garde-Ulanen-Regiment Stanislaus Zawacki und dessen in Potsdam geborenen Ehefrau Maria Bertha, geborene Virnich, geboren. Die Taufe fand wahrscheinlich in der Kirche St. Peter und Paul in Potsdam am Bassinplatz statt, ist aber aufgrund des Kriegsverlustes der entsprechenden Taufbücher nicht belegbar.
Zawackis eineinhalb Jahre jüngerer und ebenfalls in Potsdam geborener Bruder Joseph Maria Zawacki war Kaplan in Schlesien und Oberschlesien, dann katholischer Pfarrer in Hennigsdorf und schließlich Krankenhausgeistlicher und Erzpriester in Berlin.
Die Eltern zogen mit den beiden Söhnen noch vor 1893 von Potsdam nach Berlin, wo der Vater zuerst als Büro-Diätar bzw. Sekretär bei der Polizei bezeichnet wird, später dann als königlicher Rechnungsrat und Mitte der 1920er Jahre als Pensionär.

## Schule, Studium, Erster Weltkrieg

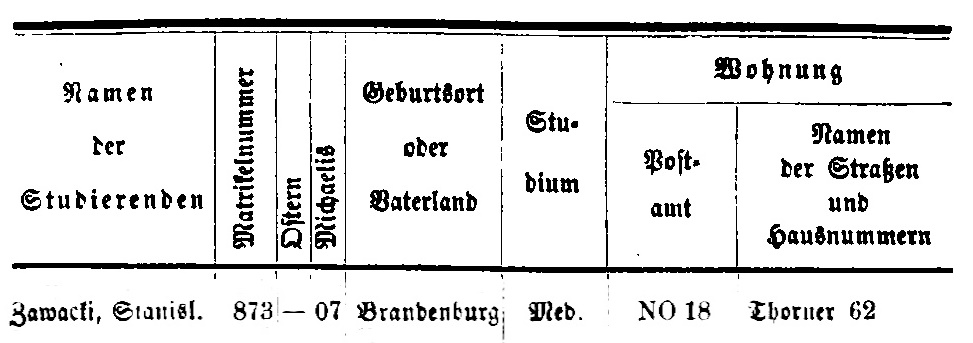
Matrikel der Friedrich-Wilhelms-Universität zu Berlin, Sommerhalbjahr 1912

Stanislaus Zawacki besuchte die Volksschule in Berlin (vermutlich nahe am damaligen Wohnort in Berlin-Friedrichshain), wechselte an das Gymnasium zum Grauen Kloster, das er 1907 mit der Reife verließ.
Es folgte ein 10-semestriges Studium der Medizin an der Friedrich-Wilhelms-Universität zu Berlin. 1913 schrieb er seine Dissertation über das Thema Aus der Universitäts-Frauen-Klinik Berlin. Vier Fälle von Gefässnaht bei der abdominellen Uterusextirpation, mit der er zum Doktor der Medizin promovierte. Mitte des Jahres war er Assistenzarzt am Königin-Elisabeth-Hospital in Berlin-Oberschöneweide. Am 31. Januar 1914 erhielt er seine Approbation.
Zu Beginn des Ersten Weltkrieges stand Zawacki als Truppenarzt im Rang eines Unteroffiziers in der 2. Kompagnie des Garde-Jäger-Bataillons in Potsdam und wohnte in der sogenannten Kleinen Kaserne (Elisabethstraße). Am späten Abend des 4. August 1914 fuhr das Bataillon mit der Eisenbahn nach Belgien und kam am 15. August in der Wallonie an die Front. Bei La Ville-aux-Bois im Nordosten Frankreichs erlitt das Bataillon Mitte September schwere Verluste, Zawacki wird Ende Oktober zunächst als vermisst gemeldet, Ende November als in französischer Gefangenschaft. Es ist nicht bekannt, wie lange er in Kriegsgefangenschaft blieb, offensichtlich nicht bis zum Ende des Krieges (laut Andrzej Gąsiorowski soll Zawacki das Eiserne Kreuz II. und I. Klasse erhalten haben, worüber aber keine Primärquellen vorliegen).

## Zwischen den Kriegen

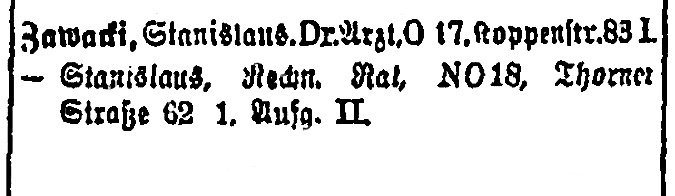
Vater (unten) und Sohn (oben) im Adressbuch von Berlin des Jahres 1919

Nach dem Ende des Krieges war er wieder Arzt in Berlin und wohnte 1919 in der Koppenstraße, unweit des Frankfurter Bahnhofs.
Noch 1919 wechselte er von Berlin nach Groß Schliewitz, Kreis Tuchel, Westpreußen. Der Kreis Tuchel fiel durch den Versailler Vertrag zum Zweck der Einrichtung des Polnischen Korridors als Woiwodschaft Pommerellen 1920 an die Zweite Polnische Republik. Ab 1920 war Zawacki Arzt in Warlubie; der Ort lag nur etwa 30 km Luftlinie westlich des Geburtsortes seines Vaters.

## Zweiter Weltkrieg, polnischer Widerstand gegen die deutsche Besatzung
Im September 1939 wurde Warlubie von deutschen Truppen besetzt und gehörte unter dem Namen Warlieb zum Reichsgau Danzig-Westpreußen. Zawacki wurde als Arzt zur Wehrmacht eingezogen, hatte aber bereits früh Kontakte zum polnischen Widerstand und zu polnischen Geheimorganisationen im besetzten Polen. Er wirkte schließlich als Arzt und Kommandeur in der geheimen Organisation „Gryf Pomorski“ (deutsch: Pommerscher Greif) und hatte Kontakte zu hochrangigen Mitgliedern des polnischen Widerstands.
Als Motiv für sein Handeln kann neben der Herkunft der eigenen Vorfahren aus dem Gebiet „Pommern-Westpreußen“ wahrscheinlich auch das brutale Vorgehen vor allem der Einsatzgruppen der Sicherheitspolizei und des SD nach dem Überfall auf Polen gegen die polnische Intelligenz wie Ärzte und Lehrer (AB-Aktion) und die Zivilbevölkerung angenommen werden.
Die Untergrundaktivitäten Zawackis wurden Anfang 1944 von der Gestapo bemerkt, im April 1944 wurde er in Kościerzyna verhaftet.
Er überlebte 1944/45 Gestapo- und KZ-Haft in Stutthof.

## Nach dem Krieg, Lebensende
Zawacki praktizierte nach dem Krieg weiter als Arzt in Polen und starb 1964 in Czersk.
Er war zweimal verheiratet (die erste Ehe wurde 1914 in Potsdam geschlossen) und hatte aus beiden Ehen 6 Kinder. Sein ältester Sohn – in Berlin geboren – lebte während des Krieges und bis 1947 bei dem Bruder in Hennigsdorf und studierte ebenfalls Medizin.